# Lyncina lynx
Espèce
Synonymes
- Cypraea lynx Linnaeus, 1758

Lyncina lynx (la Porcelaine lynx) est une espèce de mollusques gastéropodes de la famille des Cypraeidae. Ce coquillage est assez commun.

## Description morphologique
La taille de sa coquille est généralement comprise entre 35 et 60 mm (maximum  90 mm). Elle est d'un mauve-gris tacheté de points brun-noir.

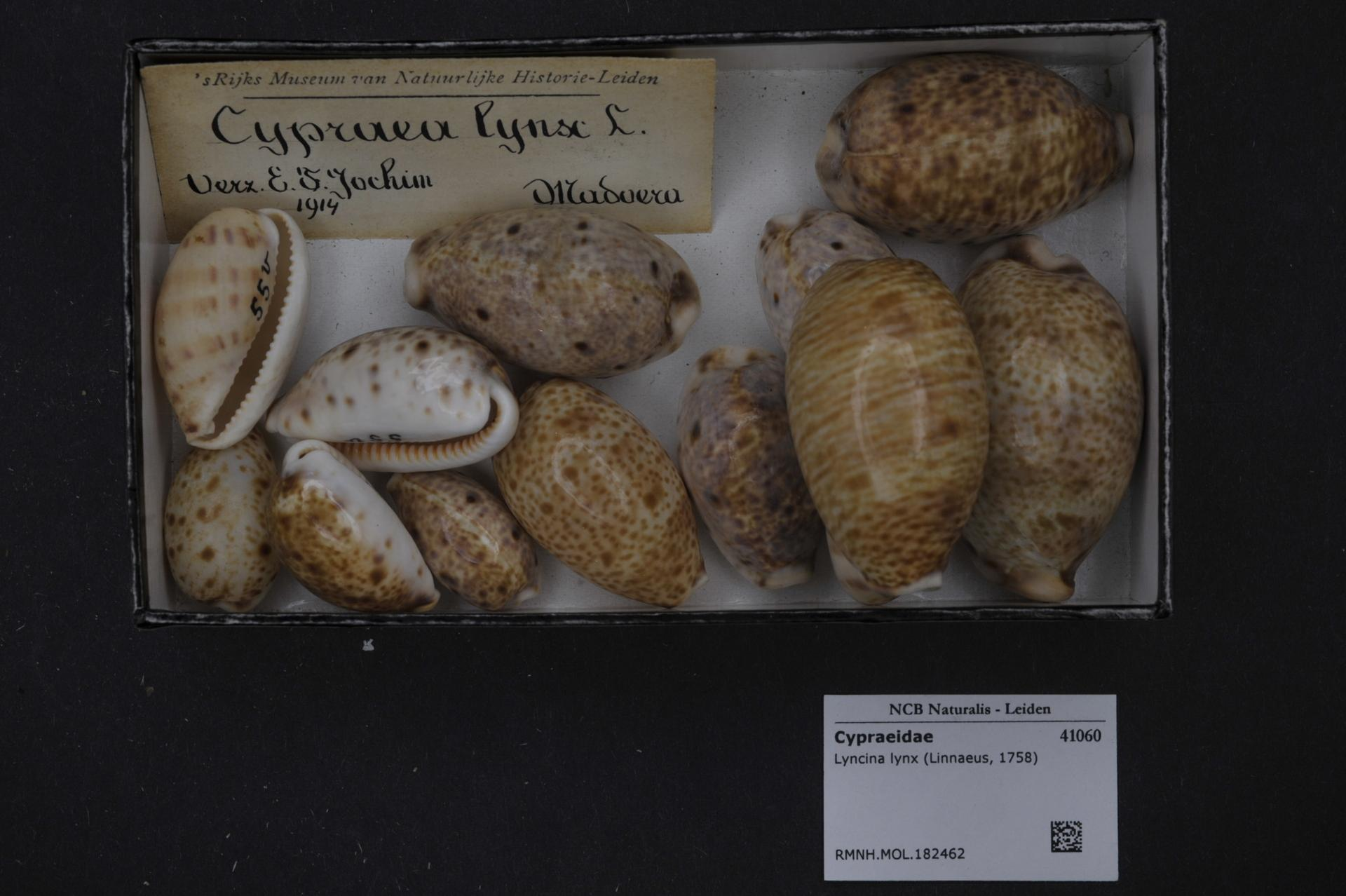
Lyncina lynx (Linnaeus, 1758), spécimens de musée Naturalis, Leiden.

## Répartition
Océan indien et ouest de l'océan Pacifique (Philippines, Japon, Taïwan, ouest et nord de l'Australie, Polynésie et Hawaï). 